# Gare de Kensington (Île-du-Prince-Édouard)
La  gare de Kensington à Kensington, à l'Île-du-Prince-Édouard, est une gare historique reconnue comme Lieu historique national du Canada. Elle est connue au grand public par son utilisation dans la version cinématographique d’ Anne... la maison aux pignons verts  de Lucy Maud Montgomery .

## Histoire

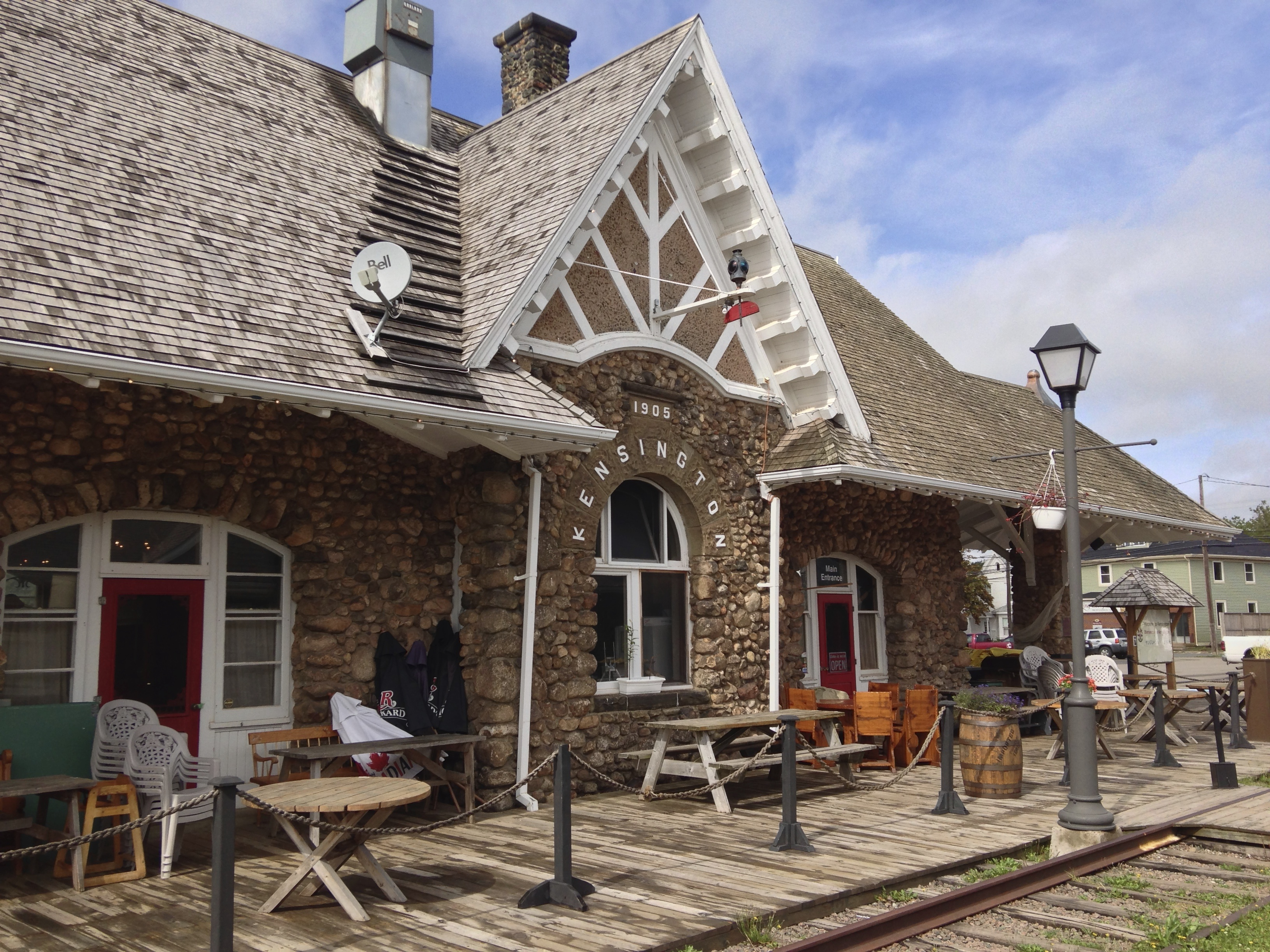
Vue de la gare en 2013.

La gare est reconnue comme lieu historique nationale du Canada depuis 1976. Elle reçoit aussi reconnaissance comme lieu historique provincial par la Heritage Places Protection Act depuis 2010 .
Il s’agit d’une des deux « gares en rocher » construite sur l’ile (l’autre étant la Gare d'Alberton) par l’architecte Charles B. Chappell. La gare est construite dans le style d’architecture édouardienne.